# 안드라스 쉬프
안드라스 쉬프 경(헝가리어: Schiff András [ˈʃiff ˈɒndraːʃ], 영어: Sir András Schiff, 1953년 12월 21일 ~ )은 헝가리 태생의 영국 피아니스트이자 지휘자로서 그래미 어워드 등 수많은 주요 상을 수상한 인물이다.

## 생애
쉬프는 헝가리 부다페스트에서 유대인 가정의 외아들로 태어났다. 쉬프의 친부는 제2차 세계 대전 이전에 원래 가정을 꾸렸으나 1944년에 군의관으로 징집되었고, 아내와 아이는 아우슈비츠 강제 수용소로 끌려가 사망했다. 쉬프의 친모 역시 유대인으로 남편은 우크라이나 전선에서 전사 후 본인은 아우슈비츠로 끌려가던 도중 열차의 탈선으로 살아남았다. 전후에 쉬프의 친부와 친모가 만나서 혼인하였고, 1953년에 안드라스 쉬프가 태어났다.
5살 때 피아노 레슨을 받기 시작했고, 부다페스트에 있는 프란츠 리스트 음악원(영어: Franz Liszt Academy of Music)에서 엘리자베스 바다슈를 사사했고, 그 후 팔 카도사와 페렌츠 라도스를 사사했다. 라도스에 대해 쉬프는 “그에게서는 단 한마디 칭찬도 들은 적이 없다. 모든 것이 나쁘고 끔찍하다고 했다. 그러나 그것이 건강한 태도와 의심의 요소를 심어 주었다”라고 회고하였다. 또한 그는 라도스로부터 “피아노 연주의 기본 요소, 음색 형성, 자기 통제, 스스로를 듣는 방법, 시간을 낭비하지 않고 항상 음악적으로 연습하는 방법”을 배웠다고 말했다. 그의 동급생으로는 저명한 피아니스트 졸탄 코치시와 데죄 랑키가 있었다. 부다페스트에서 공부하는 동시에 그는 바이마르 프란츠 리스트 음악대학 여름 강좌에서 타티아나 니콜라예바와 벨라 다비도비치에게도 사사하였다. 이후 런던으로 건너가 고악기 사용의 선구자인 조지 맬컴에게 배웠고, 맬컴과 함께 모차르트의 포핸즈 곡을 작곡가의 포르테피아노로 녹음하였다. 그는 또한 죄르지 쿠르탁에게 피아노와 실내악을 공부하였다.
그는 1974년 차이콥스키 국제 콩쿠르에서 4위, 1975년 리즈 국제 피아노 콩쿠르에서 파스칼 드부아용과 함께 공동 3위를 차지했다. 1979년에는 헝가리를 떠나 미국으로 이주했다. 그러나 연주 여행으로 인한 장기 부재 탓에 미국 시민권 거주 요건을 충족하지 못해 1987년에 오스트리아 국적을 취득하고 런던과 잘츠부르크에 거처를 마련하였다.
1989년부터 1998년까지 잘츠부르크 근교에서 열리는 실내악 축제 ‘문제 음악제’의 예술 감독을 역임하였다. 1995년에는 저명한 오보이스트 하인츠 홀리거와 함께 스위스 이티겐에서 ‘이티겐 성령강림 음악제’를 공동 창립하였다. 2004년부터 2007년까지는 바이마르 예술축제의 상주 예술가였으며, 2007–08 시즌에는 베를린 필하모닉의 상주 피아니스트로 활동하였다. 2011–12 시즌에는 카네기홀 ‘퍼스펙티브 아티스트’의 한 사람으로 선정되었다.
1999년 쉬프는 가끔씩 실내악단을 결성하여 활동하였는데, 이를 카펠라 안드레아 바르카라고 불렀다. 이는 그의 성을 이탈리아어로 옮긴 ‘바르카’를 따온 것으로, 독일어 ‘쉬프’와 이탈리아어 ‘바르카’가 모두 ‘배’를 뜻한다. 여기서 가명인 ‘바르카’에 대한 유머러스한 가짜 전기도 만들어 브로셔에 싣곤 했다. 쉬프는 런던의 필하모니아 오케스트라와 유러피언 챔버 오케스트라를 비롯해 샌프란시스코 심포니와 로스앤젤레스 필하모닉 등 여러 주요 오케스트라와 지휘자로서 정기적으로 혹은 초청 출연하였다.
쉬프는 바흐, 모차르트, 베토벤, 슈베르트, 슈만 음악 해석의 대표적인 거장 중 하나이다. 데카 레이블에 남긴 그의 녹음에는 바흐의 건반 음악 대부분과 스카를라티, 도흐나니, 브람스, 차이콥스키의 작품, 그리고 모차르트와 슈베르트의 피아노 소나타 전집이 포함되어 있다. 또한 산도르 베그가 이끄는 잘츠부르크 카메라타 아카데미카와 함께한 모차르트 피아노 협주곡 전곡, 샤를 뒤투아 지휘의 멘델스존 피아노 협주곡 전곡도 이 레이블에서 발표되었다. 텔덱 레이블에는 베를린 슈타츠카펠레 드레스덴과 베르나르트 하이팅크 지휘로 연주한 베토벤 피아노 협주곡 전곡, 부다페스트 페스티벌 오케스트라와 이반 피셔 지휘의 바르톡 협주곡 전곡, 그리고 하이든과 브람스 등의 독주곡이 있다. ECM 레이블을 통해서는 계몽시대 오케스트라와의 브람스 피아노 협주곡 전곡, 야나체크와 산도르 베레쉬 작품, 고악기 포르테피아노로 연주한 슈베르트·베토벤 주요 작품, 그리고 취리히에서 녹음된 베토벤 피아노 소나타 전곡의 실황 녹음을 발표하였다. 2004년부터 2006년까지 그는 런던 위그모어 홀에서 베토벤 소나타 전곡 강연-리사이틀 시리즈를 진행하였고, ECM에 남긴 라이브 녹음에는 바흐 파티타와 골드베르크 변주곡의 두 번째 순주 연주도 포함된다.
쉬프는 자신이 연주하는 음악 해석에 관해 활발히 강연을 해 왔다. 2024년에는 런던 위그모어 홀에서 바흐의 《푸가의 기법》에 대해 강연한 뒤 같은 공연에서 해당 곡을 연주하였다.
헨레 출판사를 위해 그는 2006년 출간된 바흐 《평균율 클라비어곡집》 신판에 지문을 제공하였고, 2007년부터 시작된 모차르트 피아노 협주곡 신판에는 지문과 누락된 카덴차를 제공하였다.
쉬프는 바이올리니스트 시오카와 유코와 결혼하여 런던, 이탈리아 피렌체, 일본 가마쿠라, 스위스 바젤에 거주지를 두고 생활하고 있다.
쉬프는 아르투어 슈나벨, 에드윈 피셔, 알프레드 코르토, 세르게이 라흐마니노프, 이그나츠 프리드만, 요제프 호프만, 글렌 굴드, 애니 피셔, 루돌프 제르킨, 미에치슬라프 호슈오브스키, 라두 루플루, 머레이 페라이어, 리처드 구드, 피터 제르킨 등 여러 피아니스트를 존경한다고 말하였다.

## 서훈
- 2014년 기사작위(Knight Bachelor) 서임[18]